# یواس‌سی‌جی‌سی وستویند (دبلیوای‌جی‌بی-۲۸۱)
یواس‌سی‌جی‌سی وستویند (دبلیوای‌جی‌بی-۲۸۱) (به انگلیسی: USCGC Westwind (WAGB-281)) یک کشتی است که طول آن ۲۶۹ فوت (۸۲ متر) می‌باشد. این کشتی در سال ۱۹۴۳ ساخته شد.